# Vellefaux
Vellefaux é uma comuna francesa na região administrativa de Borgonha-Franco-Condado, no departamento de Alto Sona. Estende-se por uma área de 10,02 km². Em 2010 a comuna tinha 513 habitantes (densidade: 51,2 hab./km²).